# 安迪維爾 (明尼蘇達州)
安迪維爾（英語：Andyville）是位於美國明尼蘇達州毛爾縣蘭辛鎮區的一個非建制地區。

## 地理
安迪維爾所處的海拔為高於海平面379米（即1243英呎），而該地所採用的時區為UTC-6，即北美中部時區（CST）。同時該地設有夏令時間，為UTC-6調快一小時，即UTC-5（CDT）。